# Arnold Schmitz

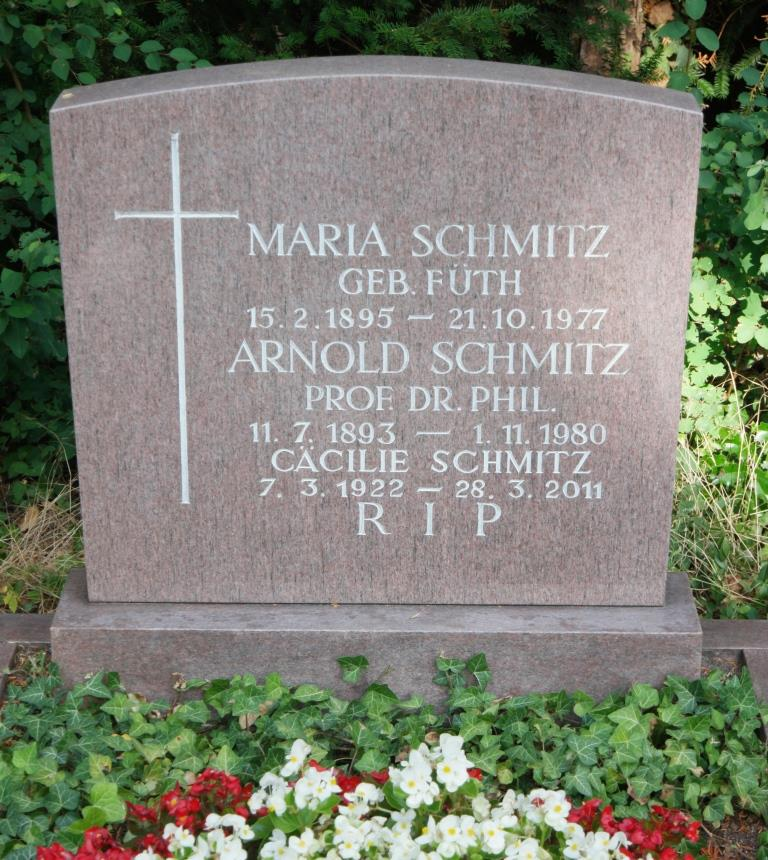
Grab von Arnold Schmitz auf dem Hauptfriedhof Mainz

Arnold Schmitz (* 11. Juli 1893 in Le Sablon bei Metz; † 1. November 1980 in Mainz) war ein deutscher Musikwissenschaftler, der sich insbesondere mit Beethoven befasste, außerdem Pianist und Komponist.

## Leben
Schmitz habilitierte sich 1921 und war anschließend Professor an der Rheinischen Friedrich-Wilhelms-Universität Bonn und der Schlesischen Friedrich-Wilhelms-Universität zu Breslau. Ab 1946 lehrte er an der Universität Mainz, deren Rektor er 1954/54 und 1960/61 war. Er war Mitglied der Historischen Kommission für Schlesien. Für seine Beethovenforschungen ernannte ihn das Beethoven-Haus in Bonn 1973 zum Ehrenmitglied.

## Schriften
- Beethovens „zwei Prinzipe“. Ihre Bedeutung für Themen- und Satzbau, Berlin 1923
- Beethoven. Unbekannte Skizzen und Entwürfe. Untersuchung, Übertragung, Faksimile, Leipzig 1924
- Das romantische Beethoven-Bild. Darstellung und Kritik, Berlin 1927
- Die Bildlichkeit der wortgebundenen Musik Johann Sebastian Bachs, Mainz 1950